# Falkville, Alabama
Falkville là một thị trấn thuộc quận Morgan, tiểu bang Alabama, Hoa Kỳ. Dân số năm 2009 là 1218 người, mật độ đạt 124 người/km².